# Voltammetrie
Die Voltammetrie ist eine Sammelbezeichnung für verschiedene elektroanalytische Methoden zur qualitativen und quantitativen Analyse einer Probe, mit der man die chemische Zusammensetzung von Stoffgemischen anhand des spannungsabhängigen Stromverlaufs bestimmen kann, sowie zur Aufklärung von Reaktionsmechanismen. 
Das Wort Voltammetrie ist ein Kunstwort aus Volt- und Amperometrie und zeigt auf, dass die Grundlage der Voltammetrie Strom-Spannungs-Kurven sind. Bei der Messung der Stromstärke zwischen zwei Festkörperelektroden wird die Spannung mit der Zeit variiert. (Im Gegensatz dazu wird bei der Voltametrie (mit einem „m“) die Spannung U gemessen.)
Dieses Verfahren ist eine Form der Elektrolyse in Flüssigkeiten oder Gasen, bei der man findet, dass spezielle chemische Bestandteile besonders bei einer ihnen typischen Spannung durch die sich bildende Stoffverteilung beschleunigt werden. Die Durchtrittsreaktion führt zu einem plötzlichen Stromanstieg, wenn das elektrische Feld ausreicht, um die Moleküle, Atome oder Ionen innerhalb der Doppelschicht zu oxidieren oder zu reduzieren. Kennzeichen dieser Reaktion ist ein Durchtritt von Elektronen durch die Grenzfläche zwischen Elektronenleiter und Elektrolyt.
Die Auswertung von Strom-Spannungs-Kurven ist in der Galvanotechnik, vor allem bei der alkalischen Verzinkung und sauren Verkupferung, eine bevorzugte Methode zur Bewertung der Abscheidungsbedingungen. Hier werden nicht nur – wie oben dargelegt – einzelne Abschnitte ausgewertet, sondern die gesamte Kurve als Summenparameter.

## Invers-Voltammetrie / Stripping-Voltammetrie
Bei dieser Form der Voltammetrie wird vor dem Potentialscan ein Anreicherungsschritt durchgeführt. Ziel ist es, durch Abscheidung des Analyten an der Arbeitselektrode größere voltammetrische Signale zu erhalten, um quantitative Bestimmungen im Ultraspurenbereich zu ermöglichen. Dafür gibt es unterschiedliche Möglichkeiten. Durch Elektrolyse können Metallionen zum Metall reduziert und als hauchdünne Schicht an der Arbeitselektrode abgeschieden werden. Im Falle von Quecksilber als Elektrodenmaterial (hängender Tropfen oder Film) wird dabei meist eine Legierung gebildet. Das Metall löst sich im flüssigen Quecksilber. Insbesondere Metallkomplexverbindungen und organische Analyten lassen sich durch Adsorption an der Arbeitselektrode ablagern. Die Voranreicherung des Analyten bewirkt eine Absenkung der Bestimmungsgrenze um den Faktor 1000.
Beispiel:

Cadmiumionen werden im Anreicherungsschritt an einer Quecksilberelektrode abgeschieden:
{\displaystyle \mathrm {Cd^{2+}+2\ e^{-}\longrightarrow Cd} }
In Umkehrung, dem Stripping, wird das abgeschiedene Cadmium anodisch wieder oxidiert:
{\displaystyle \mathrm {Cd\longrightarrow Cd^{2+}+2\ e^{-}} }
Hierbei wird die Strom-Spannungs-Kurve aufgenommen, wobei bei linear veränderlicher Spannung Spitzenströme auftreten, die registriert werden. Über das aufgenommene Diagramm lassen sich Aussagen über die ursprüngliche Konzentration des Metallions in der Lösung machen, wenn man zuvor Eichkurven erstellt hat.
Man kann beim umgekehrten Vorgang auch andere Bestimmungsverfahren anwenden, z. B. die Coulometrie, wobei in diesem Fall über die ermittelte Ladung die Masse des zuvor abgeschiedenen Stoffes berechnet werden kann.
Liegen mehrere Metallionen in der Lösung vor, so entstehen bei der anodischen Wiederauflösung mehrere Stromspitzen, die man entsprechend zuvor erstellter Eichkurven den unterschiedlichen Metallionen zuordnen kann.